# Никотеро, Грег
Гре́гори «Грег» Никоте́ро (англ. Gregory «Greg» Nicotero, 15 марта 1963, Питтсбург, Пенсильвания, США) — американский мастер по созданию специального грима и постановщик спецэффектов, эксперт в создании всякого вида монстров (зомби, вампиры, мутанты и т. д.) для фильмов ужасов и фантастических лент. Известен по работе над фильмами: «Город Грехов», «Земля мёртвых», «Хищники» и многих других, а также работе в телесериалах: «Мастера ужасов» и «Ходячие мертвецы».
Лауреат нескольких престижных премий в области кино и телевидения, в том числе премии BAFTA (2006) за лучший грим к фильму «Хроники Нарнии: Лев, колдунья и волшебный шкаф».

## Карьера
Родился и вырос в Питтсбурге, штат Пенсильвания. Интерес к спецэффектам, по словам самого Никотеро, он стал проявлять после просмотра фильма «Челюсти» (1975). Карьеру в кинематографе начал учеником и помощником у своего земляка, мастера спецэффектов Тома Савини, работая в фильме ужасов Джорджа Ромеро «День мертвецов» (1985), в этом же фильме сыграл небольшую роль рядового Джонсона.
В процессе работы над «Днём мертвецов», Никотеро познакомился с Ховардом Бергером, который позже стал одним из его партнёров по бизнесу (третьим компаньоном стал Роберт Куртцман) в основанной ими собственной компании по производству спецэффектов K.N.B. EFX Group. К настоящему времени на счету компании работа к более 400 кино- и теле-проектам, многочисленные награды, включая BAFTA, «Сатурн» и «Эмми».
С 2010 года Грег Никотеро работает в составе съёмочной группы телесериала «Ходячие мертвецы», в качестве главного гримёра, исполнительного продюсера, а также режиссёра нескольких эпизодов. С 2015 года — исполнительный продюсер и гримёр сериала «Бойтесь ходячих мертвецов».

## Фильмография

### Спецэффекты
- 1985 — Сказки тёмной стороны (т/с) эпизод: Halloween Candy
- 1986 — Извне
- 1987 — Зловещие мертвецы 2 (в титрах не указан)
- 1987 — Калейдоскоп ужасов 2
- 1987 — Хищник (в титрах не указан)
- 1988 — Фантазм 2
- 1989 — Глубинная звезда номер 6
- 1989 — Дом 3: Шоу ужасов
- 1989 — Кошмар на улице Вязов 5: Дитя сна
- 1990 — Невеста реаниматора
- 1990 — Ночной ангел
- 1990 — Ночное проклятье
- 1990 — Танцующий с волками
- 1992 — Помутнение разума
- 1992 — Зловещие мертвецы 3: Армия тьмы
- 1992 — Хихикающий доктор
- 1993 — Мешки для трупов (ТВ)
- 1993 — Последняя пятница. Джейсон отправляется в ад
- 1993 — Живодёр
- 1994 — Тыквоголовый 2: Кровавые крылья
- 1995 — За гранью возможного (т/с) эпизод: «Песчаные короли»
- 1995 — Человек тьмы 2: Возвращение Дюрана
- 1995 — Повелитель иллюзий
- 1996 — Стиратель
- 1999 — Летучие мыши
- 2000 — Пауки
- 2000 — Крокодил
- 2000 — Никки, дьявол-младший
- 2000 — Дюна (мини-сериал)
- 2001 — Эволюция
- 2001 — Хранитель душ
- 2002 — Море Солтона
- 2002 — Отсчёт убийств
- 2002 — Бабба Хо-Теп
- 2002 — Лихорадка
- 2003 — Идентификация
- 2003 — Халк
- 2003 — Дети шпионов 3: Игра окончена
- 2003 — Техасская резня бензопилой
- 2004 — Дрожь земли 4: Начало легенды
- 2004 — Blind
- 2004 — Рождение оборотня
- 2004 — Лемони Сникет: 33 несчастья
- 2005—2006 — Мастера ужасов (телесериал) 22 эпизода
- 2006 — Безнадёга (ТВ)
- 2006 — Смешной ад
- 2006 — Техасская резня бензопилой: Начало
- 2006 — Казино «Рояль»
- 2007 — Жатва
- 2007 — Трансформеры
- 2007 — Суперпёс
- 2007 — Wretched
- 2008 — X
- 2008 — Хроники Нарнии: Принц Каспиан
- 2008 — Индиана Джонс и Королевство хрустального черепа (в титрах не указан)
- 2009 — Трансформеры: Месть падших
- 2009 — Химера
- 2010 — Возмездие
- 2010 — Хищники
- 2010 — Зеркала 2
- 2011 — Торчвуд (телесериал) 9 эпизодов
- 2012 — Схватка
- 2013 — Hole to Hole! (TV Movie)
- 2014 — История дельфина 2
- 2015 — Проклятие Аннабель

### Гримёр
- 1985 — День мертвецов
- 1987 — Зловещие мертвецы 2
- 1987 — Калейдоскоп ужасов 2
- 1988 — Фантазм 2
- 1988 — Обезьяна-убийца
- 1989 — Дом 3: Шоу ужасов
- 1989 — Кошмар на улице Вязов 5: Дитя сна
- 1989 — Невеста реаниматора
- 1989 — Хэллоуин 5: Месть Майкла Майерса
- 1990 — Кожаное лицо: Техасская резня бензопилой 3
- 1990 — Сказки с тёмной стороны
- 1990 — Мизери
- 1991 — Люди под лестницей
- 1992 — Зловещие мертвецы 3: Армия тьмы
- 1993 — Доппельгангер
- 1993 — Маньяк-полицейский 3: Знак молчания
- 1994 — Криминальное чтиво
- 1994 — Кошмар на улице Вязов 7: Новый кошмар
- 1994 — В пасти безумия
- 1995 — Ходячие мертвецы / The Walking Dead
- 1995 — Повелитель иллюзий
- 1996 — От заката до рассвета
- 1996 — Крик
- 1997 — Ночной полёт
- 1997 — Спаун
- 1997 — Ночи в стиле буги
- 1997 — Исполнитель желаний
- 1997 — Крик 2
- 1998 — Фантомы
- 1998 — Вампиры
- 1998 — Факультет
- 1999 — От заката до рассвета 2: Кровавые деньги Техаса
- 1999 — Призрак дома на холме
- 1999 — Дом ночных призраков
- 1999 — От заката до рассвета 3: Дочь палача
- 1999 — Зелёная миля
- 2000 — Ворон 3: Спасение
- 2000 — Миссия на Марс
- 2000 — По кусочкам
- 2000 — Клетка
- 2001 — Дети шпионов
- 2001 — Малхолланд Драйв
- 2001 — Призраки Марса
- 2001 — Тринадцать привидений
- 2001 — Ванильное небо
- 2002 — Машина времени
- 2002 — Особое мнение
- 2002 — Остин Пауэрс: Голдмембер
- 2002 — Дети шпионов 2: Остров несбывшихся надежд
- 2002 — Вампиры 2: День мёртвых
- 2002 — Правила секса
- 2003 — Идентификация
- 2003 — Однажды в Мексике
- 2003 — Убить Билла. Фильм 1
- 2004 — Убить Билла. Фильм 2
- 2004 — Рэй
- 2004 — Верхом на пуле
- 2005 — Оборотни
- 2005 — Изгоняющий дьявола: Приквел
- 2005 — Город грехов
- 2005 — Ужас Амитивилля
- 2005 — Приключения Шаркбоя и Лавы
- 2005 — Земля мёртвых
- 2005 — Остров
- 2005 — Миссия «Серенити»
- 2005 — Хостел
- 2005 — Хроники Нарнии: Лев, колдунья и волшебный шкаф
- 2006 — У холмов есть глаза
- 2006 — Посейдон
- 2006 — Обречённость
- 2004—2006 — Дедвуд
- 2006 — Техасская резня бензопилой: Начало
- 2007 — Первобытное зло
- 2007 — Попутчик
- 2005—2007 — Мастера ужасов
- 2007 — У холмов есть глаза 2
- 2007 — Паранойя
- 2007 — Грайндхаус
- 2007 — Хостел 2
- 2007 — Трансформеры
- 2007 — Зло: не думай об этом
- 2007 — Дневники мертвецов
- 2007 — Мгла
- 2007 — Большие спорщики
- 2008 — Хроники Нарнии: Принц Каспиан
- 2009 — Затащи меня в Ад
- 2009 — Бесславные ублюдки
- 2009 — Камень желаний
- 2009 — Пункт назначения 4
- 2009 — Выживание мертвецов
- 2009 — Суррогаты
- 2009 — Химера
- 2010 — Книга Илая
- 2010 — Возмездие
- 2010 — Убежище
- 2010 — Тихий океан (мини-сериал)
- 2010 — Последнее изгнание дьявола
- 2010 — Хищники
- 2010 — Пираньи 3D
- 2010 — Палата
- 2010 — Мальчик, который рассказывал об оборотне
- 2010 — Не бойся темноты
- 2010 — Хроники Нарнии: Покоритель зари
- 2011 — Пол: Секретный материальчик
- 2011 — Я — четвёртый
- 2011 — Воды слонам!
- 2011 — Пастырь
- 2011 — Дети шпионов 4D
- 2011 — Убойное Рождество Гарольда и Кумара
- 2011 — Схватка
- 2012 — Особо опасны
- 2011—2012 — Во все тяжкие
- 2012 — Странная жизнь Тимоти Грина
- 2012 — Семь психопатов
- 2012 — Хичкок
- 2012 — Железный кулак
- 2012 — Джанго освобождённый
- 2013 — Муви 43 (сегмент «День рождения»)
- 2013 — Техасская резня бензопилой 3D
- 2013 — Оз: Великий и Ужасный
- 2013 — Кровью и потом: Анаболики
- 2013 — Конец света 2013: Апокалипсис по-голливудски
- 2013 — Уцелевший
- 2014 — Город грехов 2: Женщина, ради которой стоит убивать
- 2014 — Интервью
- 2015 — Дивергент, глава 2: Инсургент
- 2010—2015 — Ходячие мертвецы
- 2015 — Омерзительная восьмёрка
- 2015—… — Бойтесь ходячих мертвецов

### Режиссёр
- 2010 — Агентство по талантам монстров / The United Monster Talent Agency (короткометражный)
- 2011—2013 — Ходячие мертвецы (веб-сериал) / The Walking Dead (Torn Apart, Cold Storage, The Oath) — 13 эпизодов
- 2012—2016 — Ходячие мертвецы (телесериал) / The Walking Dead — 15 эпизодов:
  - «Судья, присяжные и палач» / Judge, Jury, Executioner (2-й сезон, 11-й эпизод (2012))
  - «Ты только скажи» / Say the Word (3-й сезон, 5-й эпизод (2012))
  - «Я не Иуда» / I Ain’t a Judas (3-й сезон, 11-й эпизод (2013))
  - «Эта горестная жизнь» / This Sorrowful Life (3-й сезон, 15-й эпизод (2013))
  - «30 дней без происшествий» / 30 Days Without an Accident (4-й сезон, 1-й эпизод (2013))
  - «После» / After (4-й сезон, 9-й эпизод (2014))
  - «Мы» / Us (4-й сезон, 15-й эпизод (2014))
  - «Убежища нет» / No Sanctuary (5-й сезон, 1-й эпизод (2014))
  - «Что случилось и что происходит» / What Happened and What’s Going On (5-й сезон, 9-й эпизод (2015))
  - «Помни» / Remember (5-й сезон, 12-й эпизод (2015))
  - «Покорись» / Conquer (5-й сезон, 16-й эпизод (2015))
  - «Снова как в первый раз» / First Time Again (6-й сезон, 1-й эпизод (2015))
  - «Выхода нет» / No Way Out (6-й сезон, 9-й эпизод (2016))
  - «Завтра ещё не настало» / Not Tomorrow Yet (6-й сезон, 12-й эпизод (2016))
  - «Последний день на Земле» / Last Day on Earth (6-й сезон, 16-й эпизод (2016))
- 2015 — Гэлинтайн (ТВ) / Galyntine

## Награды и номинации
| Категория                                                                  | Год   | Фильм / сериал                                             | Итог      |
| BAFTA                                                                      | BAFTA | BAFTA                                                      | BAFTA     |
| -------------------------------------------------------------------------- | ----- | ---------------------------------------------------------- | --------- |
| Лучший грим                                                                | 2006  | «Хроники Нарнии: Лев, колдунья и волшебный шкаф»           | Награда   |
| «Сатурн»                                                                   |       |                                                            |           |
| Лучший грим                                                                | 1999  | «Вампиры»                                                  | Награда   |
| Лучший грим                                                                | 2006  | «Хроники Нарнии: Лев, колдунья и волшебный шкаф»           | Награда   |
| Лучший грим                                                                | 2006  | «Земля мёртвых»                                            | Номинация |
| Лучший грим                                                                | 2006  | «Город Грехов»                                             | Номинация |
| Лучший грим                                                                | 2007  | «У холмов есть глаза»                                      | Номинация |
| Лучший грим                                                                | 2007  | «Техасская резня бензопилой: Начало»                       | Номинация |
| Лучший грим                                                                | 2008  | «Грайндхаус» (сегмент «Планета страха»)                    | Номинация |
| Лучший грим                                                                | 2009  | «Хроники Нарнии: Принц Каспиан»                            | Номинация |
| Лучший грим                                                                | 2010  | «Затащи меня в Ад»                                         | Номинация |
| Лучший грим                                                                | 2010  | «Книга Илая»                                               | Номинация |
| Лучший грим                                                                | 2011  | «Химера»                                                   | Номинация |
| Лучший грим                                                                | 2013  | «Хичкок»                                                   | Номинация |
| Награда имени Джорджа Пала                                                 | 2014  |                                                            | Награда   |
| Лучший грим                                                                | 2016  | «Омерзительная восьмёрка»                                  | Номинация |
| Прайм-тайм премия «Эмми»                                                   |       |                                                            |           |
| Outstanding Special Visual Effects for a Miniseries, Movie or a Special    | 2001  | «Дюна» (мини-сериал)                                       | Награда   |
| Outstanding Prosthetic Makeup for a Series, Miniseries, Movie or a Special | 2010  | «Тихий океан» (мини-сериал)                                | Награда   |
| Outstanding Prosthetic Makeup for a Series, Miniseries, Movie or a Special | 2011  | «Ходячие мертвецы» (т/с) для эпизода «Дни, изменившие мир» | Награда   |
| Outstanding Special Visual Effects for a Series                            | 2011  | «Ходячие мертвецы» (т/с) для эпизода «Дни, изменившие мир» | Номинация |
| Outstanding Special Visual Effects in a Supporting Role                    | 2012  | «Во все тяжкие» (т/с) для эпизода «Без лица»               | Номинация |
| Outstanding Prosthetic Makeup for a Series, Miniseries, Movie or a Special | 2012  | «Ходячие мертвецы» (т/с) для эпизода «Что ждёт впереди»    | Награда   |
| Outstanding Prosthetic Makeup for a Series, Miniseries, Movie or a Special | 2013  | «Ходячие мертвецы» (т/с) для эпизода «Эта горестная жизнь» | Номинация |
| Outstanding Prosthetic Makeup for a Series, Miniseries, Movie or a Special | 2015  | «Ходячие мертвецы» (т/с) для эпизода «Незнакомцы»          | Номинация |
| Премия Гильдии сценаристов США                                             |       |                                                            |           |
| Outstanding Achievement in Writing Derivative New Media                    | 2012  | «Ходячие мертвецы» (веб-сериал)                            | Награда   |
| CableACE Award                                                             |       |                                                            |           |
| Make-Up                                                                    | 1994  | «Мешки для трупов» (ТВ)                                    | Номинация |
| Make-Up                                                                    | 1995  | «Чрезвычайное положение» (ТВ)                              | Номинация |
| Голливудский кинофестиваль                                                 |       |                                                            |           |
| Make-Up of the Year                                                        | 2005  |                                                            | Награда   |
| Phoenix Film Critics Society Awards                                        |       |                                                            |           |
| Лучшие визуальные эффекты                                                  | 2004  | «Убить Билла. Фильм 1»                                     | Номинация |
| «Спутник»                                                                  |       |                                                            |           |
| Лучшие визуальные эффекты                                                  | 2004  | «Убить Билла. Фильм 1»                                     | Номинация |
| Кинофестиваль в Сиджесе                                                    |       |                                                            |           |
| Лучший грим                                                                | 2002  | «Лихорадка»                                                | Награда   |
| Time-Machine Honorary Award                                                | 2005  |                                                            | Награда   |